# Tony Esposito (musiker)
Tony Esposito, född 15 juli 1950 i Neapel, Italien, italiensk musiker och trummis.
Esposito var främst aktiv under 1970- och 1980-tallen. En av hans största hits var låten Kalimba de Luna 1984 som kort därefter också gjordes som coverversion av Boney M.